# بيرسي سوندرز
بيرسي سوندرز (بالإنجليزية: Percy Saunders)‏ (1 يناير 1916 في المملكة المتحدة - 1 مارس 1942 بالمحيط الهندي في المملكة المتحدة) هو لاعب كرة قدم بريطاني (وحمل سابقاً جنسية المملكة المتحدة لبريطانيا العظمى وأيرلندا) في مركز مهاجم داخلي. لعب مع نادي برينتفورد ونادي سندرلاند وNewhaven F.C. ‏.